# MTV Unplugged (Korn)
MTV Unplugged is een speciaal album van de Nu-metalband Korn. Het album werd in 2007 uitgebracht.
Alle nummers op dit album van KoЯn zijn akoestisch gespeeld, waaronder één nummer samen met Amy Lee (de leadzangeres van Evanescense) en één nummer met Robert Smith (de leadsinger van The Cure).

## Tracklist
1. Blind
2. Hollow Life
3. Freak on a Leash (ft. Amy Lee)
4. Falling Away
5. Creep
6. Love Song
7. Got the Life
8. Twisted Transistor
9. Coming Undone
10. Make It Bad / In Between Days (ft. The Cure)
11. Throw Me Away